# Vox Théâtre

Logo

Fondée à Ottawa en 1979 sous le nom de Théâtre le Cabano, Vox Théâtre se concentre d'abord sur la création et la tournée au Canada de spectacles de théâtre musical jeunes publics. En 1991, elle se dote d’un volet de spectacles grand public. Depuis 1998, la Compagnie Vox Théâtre est compagnie fondatrice et résidente de La Nouvelle Scène, au 333, avenue King Edward à Ottawa, Ontario, Canada.

## Présentation
Depuis 1979, les spectacles de la Compagnie Vox Théâtre racontent des histoires théâtrales d’une autre façon. À sa fondation, son mandat est de faire du théâtre pour les jeunes adultes et du théâtre expérimental. De l’auteur au metteur en scène, des comédiens aux concepteurs, toute l’équipe travaille comme une seule personne et se met au service de l’imagination pour créer les meilleurs spectacles qui soient. Vox a toujours été une troupe : comme une société, elle est la somme de ses individus.
D’abord spécialisée dans la création et la tournée en Ontario et au Canada de spectacles musicaux pour l’enfance et la jeunesse, elle étend depuis 1991 son rayonnement au spectacle musical et vocal grand public. La Compagnie offre également un service de formation sur divers aspects de l’univers théâtral et, depuis 2001-2002, un service de production et de direction artistique.
Vox Théâtre a aidé à bâtir 4 salles de spectacles : son propre théâtre de poche, rue MacArthur (1980-82), le MIFO (1985), la Cour des arts (1988) et La Nouvelle Scène (1999).

## Productions
- « Si mes parents savaient », texte pour adolescent de Marie-Thé Morin, 1980;
- « C’est quoi le but? », texte pour adolescents de Guys Blais, Marie Desjars, Monique Ménard, Marie-Thé Morin, Pier Rodier et Madeleine Tibo, 1981;
- « Orage sans pluie », texte pour enfants de Guy Blais, Monique Ménard, Marie-Thé Morin, Pier Rodier et Madeleine Tibo, 1981;
- « Rêve à dormir debout », texte de Marie-Thé Morin, 1981;
- « Moi aussi, j’t’aime ben gros », texte pour enfants de Marie-Thé Morin, 1982;
- « Wo menute! », texte de Lucie Desjars, Luc Dorion, Marie-Thé Morin et Pier Rodier, 1983;
- « Espadrilles de nuit », drame musical de Marie-Thé Morin, 1983;
- « Banlieue », comédie-musicale de Chantale Burelle-Demonsand, Lucie Desjars, Lucie Dorion, Marie-Thé Morin et Pier Rodier, 1984;
- « Le Tambour », comédie-musicale pour enfants de Marie-Thé Morin, 1985 (103 représentations);
- « Pinocchio : une aventure électrique », comédie-musicale pour enfants de Lucie Desjars, Luc Dorion, Marie-Thé Morin, 1985 (250 représentations);
- « Jungle », comédie-musicale pour enfants de Lucie Desjars, Marie-Thé Morin et Pier Rodier, 1987;
- « Le chœur des doux délires », cabaret avec des scènes écrites par Marie-Thé Morin et Pier Rodier, 1988;
- « Cendrillon 23h59 », opéra de Pier Rodier, 1989 (101 représentations);
- « Parano par amour », drame musical de Pier Rodier, 1991;
- « Duos pour voix humaines », drame musical de Pier Rodier et Marie-Thé Morin, 1994;
- « 72 miroirs cassés », théâtre cabaret de Sylvie Trudel, Jean Marc Dalpé, Patrick Leroux et Marie-Thé Morin, 1995;
- « Infinito », texte de Sylvie Trudel, 1996;
- « Soleil blanc », lecture-spectacle communautaire, texte de Maude St-Denis, 1996;
- « Sauvage », création de Marie-Thé Morin, Pier Rodier et Sylvie Trudel, 1997;
- « Jacques Brel toujours vivant », théâtralisation et mise en scène de Pier Rodier, 1998;
- « Les carnets du ciel », texte de Pier Rodier, mise en scène de Harold Rhéaume, 2000;
- « Pinocchio », théâtre musicale fantastique pour enfants de Lucie Desjars, Luc Dorion, Marie-Thé Morin, Pier Rodier et Mario Gendron, 2000.

## Prix et distinctions
La Compagnie Vox Théâtre a reçu plusieurs prix et distinctions, dont:
- Prix d’excellence pour un artiste de Théâtre-Action décerné en 1998 à Marie-Thé Morin;
- Prix d’excellence pour un artiste de Théâtre-Action décerné en 2000 à Pier Rodier;
- Prix des arts et du patrimoine de la Ville d’Ottawa conjointement avec les autres compagnies résidantes de La Nouvelle Scène, 2000.